# Angewandte Wissenschaft

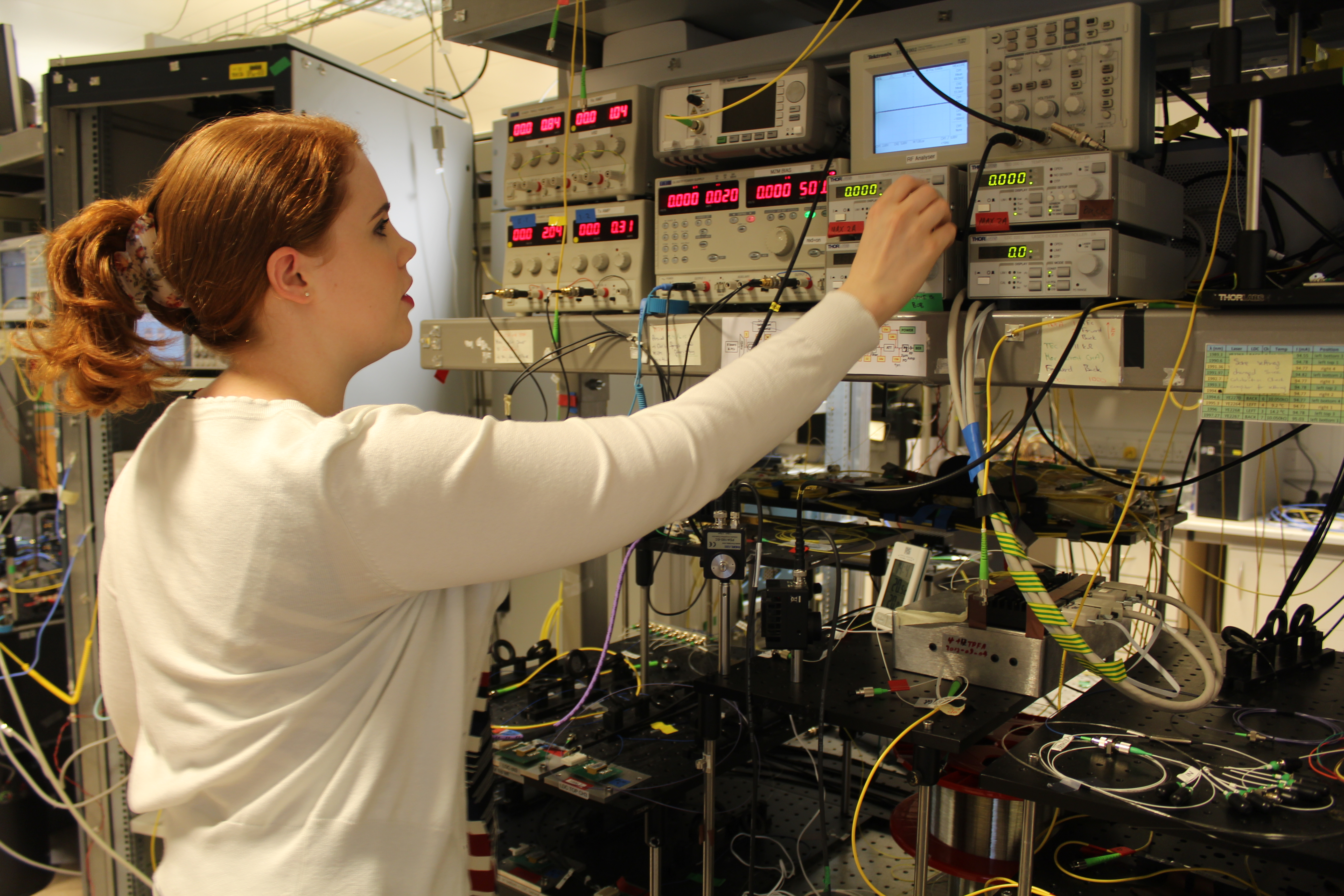
Wissenschaftlerin an einem Prüfstand für optische Kommunikationssysteme

Unter der Bezeichnung Angewandte Wissenschaft werden wissenschaftliche Tätigkeiten und Disziplinen verstanden, die im Gegensatz zur Grundlagenforschung vor allem durch das Ziel des Nutzens und der direkten praktischen Anwendung des gewonnenen Wissens motiviert sind.

## Zum heutigen Begriff der angewandten Wissenschaften

### Verselbständigungsprozesse von Themengebieten und resultierende Disziplinen
Im allgemeinen Sprachgebrauch dient der Ausdruck angewandte Wissenschaft – bzw. angewandte wissenschaftliche Disziplin – der Unterscheidung zu der reinen Grundlagenforschung. Unter Anwendungsforschung bzw. angewandter Forschung werden alle Tätigkeiten im Bereich der Forschung verstanden, die den Hauptzweck haben, neues Wissen zu generieren bzw. vorhandenes Wissen neu zu kombinieren und auch Probleme im Bereich Technik und Wirtschaft zu lösen. Dabei wird weitgehend praktisch gearbeitet und kann dabei direkt oder indirekt der Nutzung des jenigen Themas dienen.
Dabei können auch neue Fachrichtungen entstehen, beispielsweise durch Schnittgebiete, welche durch weitere angewandte Forschung ausgeweitet werden können. Ein Beispiel wäre Biowissenschaften als Schnittstelle von Agrarwissenschaften und Physik. Durch Verlinkungen dieser Art expandieren unterschiedliche Praktiken der Forschung und können gänzlich neue Anwendungen ehemals eher theoretischer Themengebiete hervorrufen. Meist bilden solche abgespaltenen Disziplinen schnell selbst wieder angewandte und theoretische Zweige heraus und können wiederum zu neuen Fachbereichen verzweigt werden.

### Angewandte Wissenschaft als Charakterisierungsmerkmal bestimmter Bildungseinrichtungen
Fachhochschulen im deutschen Sprachraum beispielsweise dürfen seit den 1990er Jahren ihren Namen mit einem englischen oder französischen Untertitel, etwa University of Applied Sciences (Universität für angewandte Wissenschaften), ergänzen. Verbunden mit der Umstellung auf die internationalen Bachelor- und Master-Studiengänge, wurden damit aus den „Fachhochschulen (FH)“ ganz offiziell „Hochschulen für angewandte Wissenschaften (HAW)“. Diese Bezeichnung macht zugleich deutlich, dass sich diese Hochschulform dezidiert auf anwendungsnahe Studiengänge und anwendungsbezogene Forschung fokussiert.

## Beispiele für Fachbereiche Angewandter Wissenschaft
Vornehmlich angewandt sind Fachbereiche wie die Schulpädagogik, die Jugendpsychologie, die soziale Arbeit, Betriebswirtschaftslehre, die Agrar- oder die Ingenieurwissenschaften. Das Selbstverständnis eines Faches als angewandte Wissenschaft ist aber kultur- und wissenschaftsgeschichtlich determiniert. Indem sich die Ingenieurwissenschaften ausdrücklich mit den angewandten Wissenschaften verbunden sehen, grenzen sie sich von den meist als Grundlagenfächer verstandenen Disziplinen wie Mathematik und Physik ab. Innerhalb dieser Grundlagenfächer gibt es aber auch Arbeitsrichtungen, die sich als angewandte Mathematik beziehungsweise angewandte Physik verstehen. Auf interdisziplinäre Fragestellungen sind die angewandte Linguistik und die angewandte Informatik ausgerichtet.
Wissenschaftsbereiche wie die Jurisprudenz oder Humanmedizin zählen mit ihren meist praxisbezogenen Disziplinen auch zu den angewandten Wissenschaften, ohne sich als solche zu bezeichnen.

## Geschichte
Der Begriff geht schon auf Aristoteles zurück. In seiner Metaphysik erörtert er den Wissenschaftscharakter der Naturwissenschaft und gibt dort an:

«[…] πᾶσα διάνοια ἢ πρακτικὴ ἢ ποιητικὴ ἢ θεωρητική […]»

„alle denkende Reflexion betrifft entweder das handelnde Leben oder die hervorbringende Tätigkeit oder bewegt sich in reiner Theorie“

Darauf beruht die klassische Einteilung der Wissenschaften in:
- πρακτική praktike – Wissenschaft vom handelnden Leben, praktische Wissenschaften (bei Aristoteles etwa Ethik und Politik)
- ποιητική poietike – Wissenschaft von der hervorbringenden Tätigkeit, (heute meist:) poietische Wissenschaft, produzierende Wissenschaft
- θεωρητική theoretike – Wissenschaft, die sich in reiner Theorie bewegt, theoretische Wissenschaften (bei Aristoteles Physik, Mathematik, Metaphysik)

Bis in die frühere Neuzeit fasste man die Grundwissenschaften einschließlich der Technik als Kunst zusammen, als Gesamtkonzept an Wissen und Fertigkeiten, den Kulturtechniken (vgl. etwa die Musen Urania für Astronomie, Kalliope für Dichtung, Philosophie und Wissenschaft; und Kunst für Anlagenbau im Bergbau oder Wasserkunst). Erst in der Aufklärung differenziert sich das wissenschaftliche Selbstbild.
Heute versteht man unter „Praxis“ meist die Anwendung selbst, also das aristotelische Konzept der poietike (so das Rechnen an sich oder den Berufsalltag des Arztes), und spricht von „angewandter“ und „theoretischer“ Wissenschaft. Dabei ist der etablierte Begriff insofern problematisch, als dass er nur einen Teilbereich des Aufgabenfeldes, nämlich die Anwendung der theoretischen Erkenntnisse (Grundlagenforschung und die innere Fachkunde), wiedergibt. Meist gibt es in jeder Wissenschaft einen theoretischen und einen angewandten Zweig, mehr oder minder scharf getrennt. In manchen Fächern hat die Befremdlichkeit zwischen zweckorientiertem Forschen und der „reinen“ Wissenschaft Tradition.
Den Unterschied von Wissenserwerb um der Anwendung willen und um seiner selbst willen erörtert Aristoteles schon in der Einleitung des Werks (1. Ausgangspunkt und Ziel der Wissenschaft) insbesondere in Bezug auf Mathematik, Physik und Metaphysik – als Erkenntnissuche des über das rein Körperliche Hinausgehenden – als theoretischste aller Wissenschaften.
Im Kontext der Finanzierbarkeit von Wissenschaft ist aber das „L’art pour l’art“ und der „Elfenbeinturm“ der Theorie ohne Blick auf Anwendung ein Kritikpunkt geworden.